# Renato Caccioppoli
Renato Caccioppoli (API [kaʧ'ʧɔppoli]) (20 janvier 1904 à Naples - 8 mai 1959 à Naples) est un mathématicien italien.
Il travailla en analyse fonctionnelle, calcul des variations
et théorie des équations aux dérivées partielles.

## Biographie
Né à Naples, dans la région de Campanie, il était le fils de Giuseppe Caccioppoli (1852-1947), chirurgien, et de Sofia Bakounine (1870-1956), fille du révolutionnaire russe Mikhaïl Bakounine. La famille de sa mère est d'origine russe (son arrière-grand-père est le poète, diplomate et maréchal de la noblesse Alexandre Bakounine) mais les enfants de son grand-père le philosophe et théoricien anarchiste Mikhaïl Bakounine ont tous émigré en Argentine ou en Italie (une des tantes de Renato est d'ailleurs la chimiste et biologiste napolitaine Maria Bakunin)
Renato Caccioppoli passe son enfance à Avella auprès de ses tantes. Après avoir obtenu son diplôme de l'Institut technique, il s'inscrit en 1921 à la faculté d'ingénierie, pour opter pour les mathématiques en 1923. Diplômé en 1925, il devient l'assistant de Mauro Picone, qui est appelé la même année à l'université de Naples, où il enseigne jusqu'en 1932. Picone découvre sans tarder les aptitudes de Caccioppoli et l'oriente vers l'analyse mathématique.
En 1931, à 27 ans et enseignant à Naples, il obtient un poste de professeur auprès de la chaire d'analyse algébrique de l'université de Padoue avant de revenir en 1934 à Naples en tant que professeur de théorie des groupes.
Pianiste talentueux, de tempérament anticonformiste, il prend goût au vagabondage et se fait arrêter pour mendicité.
Lors de la venue à Naples de Mussolini en mai 1938, il fait jouer l’hymne national français par un orchestre, à la suite de quoi il tient un discours contre Adolf Hitler et Benito Mussolini. Il est arrêté par des agents de l'OVRA qui faisaient partie de l'assemblée. Sa tante Maria Bakounine, professeur de chimie à l'université de Naples, obtient sa libération. Caccioppoli est interné, mais continue l'étude des mathématiques et du piano.
Il se suicide en 1959 après avoir sombré dans la dépression et l'alcoolisme.
La fin de sa vie est l'objet du film Mort d'un mathématicien napolitain (en 1992) par le cinéaste italien Mario Martone.

## Honneurs
- Un astéroïde porte son nom : (9934) Caccioppoli.
- Le département de mathématiques de l'université de Naples porte son nom.